# Coptacra
Coptacra is een geslacht van rechtvleugeligen uit de familie veldsprinkhanen (Acrididae). De wetenschappelijke naam van dit geslacht is voor het eerst geldig gepubliceerd in 1873 door Carl Stål.

## Soorten
Het geslacht Coptacra omvat de volgende soorten:
- Coptacra angulata Rehn, 1905
- Coptacra ensifera Bolívar, 1902
- Coptacra foedata Serville, 1838
- Coptacra formosana Tinkham, 1940
- Coptacra hainanensis Tinkham, 1940
- Coptacra lafoashana Tinkham, 1940
- Coptacra longicornis Balderson & Yin, 1987
- Coptacra minuta Bey-Bienko, 1968
- Coptacra nigrifemura Wei & Zheng, 2005
- Coptacra punctoria Walker, 1870
- Coptacra taiwanensis Zhang & Yin, 2002
- Coptacra tonkinensis Willemse, 1939
- Coptacra tuberculata Ramme, 1941
- Coptacra xiai Yin, Ye & Yin, 2011
- Coptacra yunnanensis Zhang & Yin, 2002